# Jiří Ponert
Jiří Ponert ( n. 1937 ) es un botánico, explorador y profesor checo, y posee un doctorado.
Ha realizado numeosas expediciones botánicas a Asia, siendo un especialista en la flora tropical asiática, y también en plantas medicinales.
- La abreviatura «Ponert» se emplea para indicar a Jiří Ponert como autoridad en la descripción y clasificación científica de los vegetales.[1]